# Lunca Mureșului

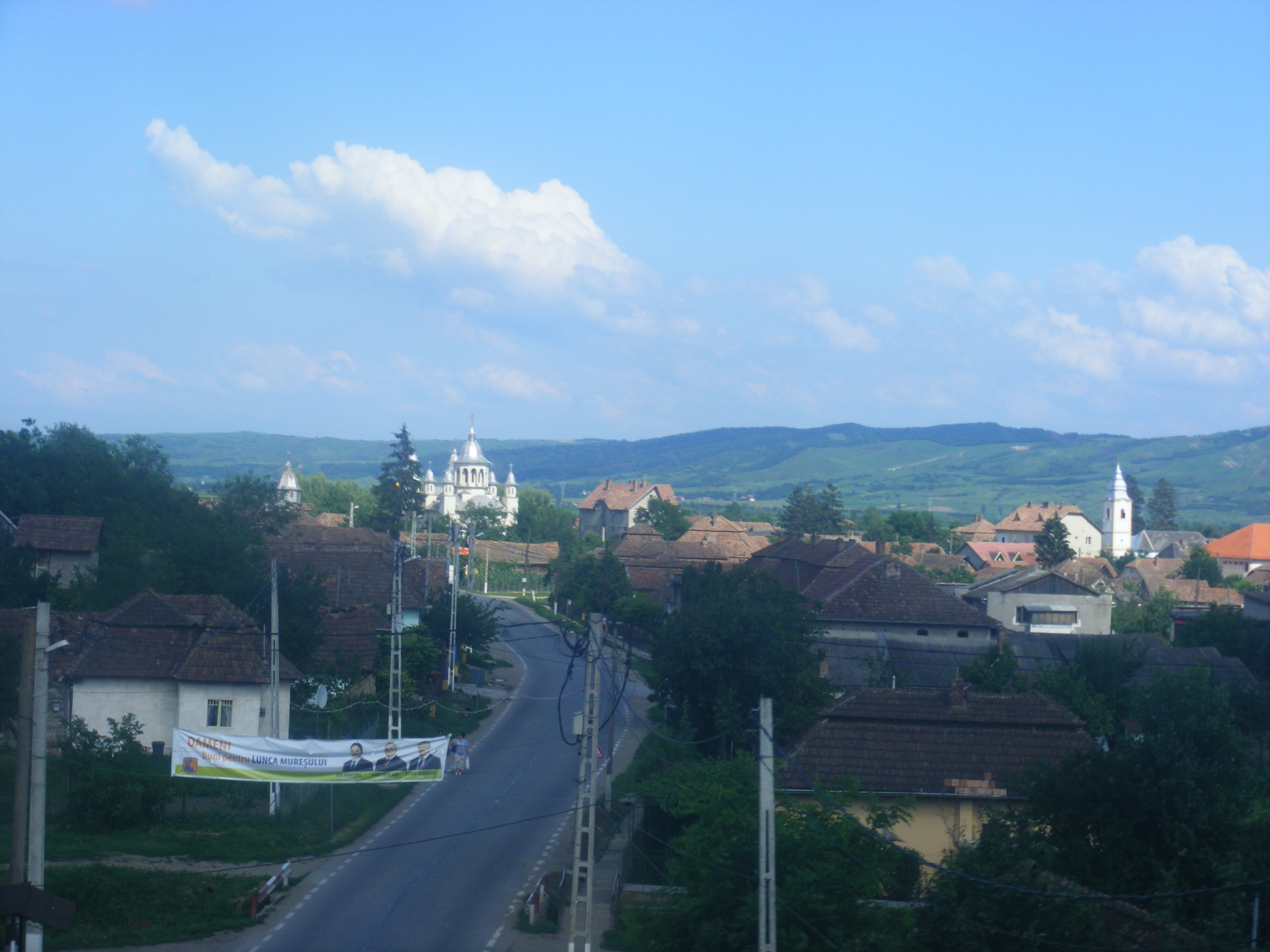
Overzichtsfoto van het dorp

Lunca Mureșului (Hongaars:Székelykocsárd) is een gemeente in Alba. De gemeente ligt in de regio Transsylvanië, in het westen van Roemenië.
De gemeente heeft 2404 inwoners (2011) en hiervan is 24,79% Hongaars, iets meer dan 25% gaf in 2011 aan het Hongaars als moedertaal te hebben. In 1900 waren de Hongaren nog in de meerderheid.
De gemeente bestaat uit twee kernen:
- Lunca Mureşului (Székelykocsárd) 	1 951 inwoners waarvan 	590 Hongaren (31,2%)
- Gura Arieşului (Vajdaszeg) 	453 inwoners waarvan 	6 Hongaren (1,4%)

Qua religie is ongeveer 68% van de inwoners Roemeens Orthodox, 22% van de inwoners geeft aan te behoren tot de Hongaars Gereformeerde Kerk (Hervormde kerk in Roemenië).

## Naam
De Roemeense naam van het dorp is te verklaren als Weide aan de Mureş. De Hongaarse naam gaat terug tot de tijd dat hier een Romeinse Colonia lag: Cocardia. In het Hongaars werd dit Kotsárd dat later verbasterde tot Kocsárd. Het eerste deel verwijst naar de Szeklers, een Hongaarse stam.

## Geschiedenis
In Hongaarse geschriften dateert de eerste vermelding van het dorp uit 1291 (Terra Kichard). Het dorp was onderdeel van de Aranyosszék een gebied waar de Szeklers zelfbestuur hadden.
Het revolutiejaar 1849 was dramatisch voor de gemeente, de Hongaarse gemeenschap werd door Roemeense opstandelingen aangevallen. Circa 60 Hongaren verloren daarbij het leven. In 1876 werd het Comitatenstelsel in Transsylvanië ingevoerd en werd de gemeente onderdeel van het Hongaarse Comitaat Torda-Aranyos. 
In 1920 kwam de gemeente onder Roemeens bestuur net als de overige delen van Transsylvanië. Het gebied werd in de tweede wereldoorlog niet heroverd door de Hongaren maar bleef onder Roemens bestuur. Na de tweede wereldoorlog was het aantal Hongaren gedaald en verloren ze de meerderheid in de dorpsbevolking.
Sinds 2016 heeft de gemeente weer een Hongaarstalige burgemeester; Zsuzsa Csegezi (in het district Alba de enige naast de burgemeester van Rimetea / Torockó). Onder haar bestuur zijn wegen geasfalteerd en is er naast de Gereformeerde kerk een internaat gesticht voor Hongaarse kinderen uit de wijde omgeving. Hierdoor kan de Hongaarstalige basisschool overeind blijven. De school gaf in 2022 les aan ongeveer 65 kinderen.

### Historische Bevolkingssamenstelling
Steden met gemeentestatus: Alba Iulia · Aiud · Blaj · Sebeș

Steden zonder gemeentestatus: Abrud · Baia de Arieș · Câmpeni · Cugir · Ocna Mureș · Teiuș · Zlatna

Gemeenten: Albac · Almaşu Mare · Arieșeni · Avram Iancu · Berghin · Bistra · Blandiana · Bucium · Câlnic · Cenade · Cergău · Ceru-Băcăinți · Cetatea de Baltă · Ciugud · Ciuruleasa · Crăciunelu de Jos · Cricău · Cut · Daia Română · Doștat · Fărău · Galda de Jos · Gârda de Sus · Gârbova · Hopârta · Horea · Ighiu · Întregalde · Jidvei · Livezile · Lupșa · Lopadea Nouă · Lunca Mureșului · Meteș · Mihalț · Mirăslău · Mogoș · Noșlac · Ocoliș · Ohaba · Pianu · Poiana Vadului · Ponor · Poșaga · Rădești · Râmeț · Rimetea · Roșia de Secaș · Roșia Montană · Sălciua · Săliștea · Sâncel · Săsciori · Sântimbru · Scărișoara · Stremț · Șibot · Sohodol · Șpring · Șugag · Șona · Unirea · Vadu Moților · Valea Lungă · Vidra · Vințu de Jos